# Clubul Sportiv Universitatea Craiova
L'Universitatea Craiova o, semplicemente, U Craiova, è una società calcistica rumena con sede nella città di Craiova, rifondata nel 2013. Milita nella divisione di vertice del campionato rumeno di calcio, la Liga I. Disputa le partite interne allo stadio Ion Oblemenco di Craiova (30 000 posti).
Fondato nel 1948 come sezione sportiva del club sportivo CSU Craiova, nel 1991 vide la propria tradizione calcistica ereditata dal FC U Craiova, riorganizzato più volte e dichiarato successore non ufficiale nel 2012. Nel 2013 il club fu dunque rifondato.
In patria vanta la vittoria di 4 campionati, 8 coppe nazionali e 1 supercoppa nazionale, mentre nelle competizioni europee i miglior piazzamenti sono stati la semifinale di Coppa UEFA nel 1982-1983, quando la squadra fu estromessa dal Benfica per la regola dei gol fuori casa (0-0 a Lisbona e 1-1 a Craiova), e i quarti di finale della Coppa dei Campioni nel 1981-1982, quando fu eliminata dal Bayern Monaco.
Nella sua storia la squadra ha fornito numerosi giocatori alla nazionale rumena. Nella stagione 1982-1983, nella partita contro l'Italia valevole per le qualificazioni al campionato d'Europa 1984, l'Universitatea ebbe ben 14 giocatori convocati su un totale di 23. La partita si concluse con una vittoria storica (l'unica per la Romania contro una squadra campione del mondo in carica), a causa della quale l'Italia non si qualificò per l'europeo del 1984, cui ebbero invece accesso i rumeni. Quattro giorni dopo quello storico incontro fu disputato il ritorno della semifinale contro il Benfica, che si concluse con un pareggio 1-1 che determinò l'eliminazione del Craiova dalla Coppa UEFA.
I suoi giocatori più importanti sono stati Ilie Balaci, da molti considerato il più talentuoso calciatore rumeno di sempre, e Ion Oblemenco, uno dei migliori attaccanti rumeni di ogni epoca, quattro volte capocannoniere della massima serie calcistica rumena e autore di un gol nel primo turno della Coppa UEFA 1973-1974 nella gara di ritorno contro la Fiorentina, marcatura che costò ai viola l'eliminazione dal torneo (all'andata a Firenze era finita 0-0).
Nella stagione 2014-2015 è tornata in massima divisione.

## Storia
La storia del club iniziò nel 1921, quando furono fondati a Craiova due club, il Craiovan Craiova e il Rovine Grivita Craiova.
Nel 1941 i due club si fusero dando origine al FC Craiova, che nel 1942-1943 vinse il campionato rumeno per la prima volta, anche se il titolo non è riconosciuto dalla federcalcio rumena.
Nel 1948, su iniziativa di un gruppo di docenti e studenti dell'Università di Craiova, nacque l'FC Universitatea Craiova, che divenne uno dei club più prestigiosi del calcio rumeno.
Il primo successo nel campionato rumeno arriva nella stagione 1973/74, dopo un'intera stagione al comando della classifica.
All'ultima giornata, 19 giugno, i bianco-celesti hanno 44 punti e sono impegnati sul campo del Petrolul Ploiesti già retrocesso mentre i secondi in classifica, la Dinamo Bucarest, ha 42 punti e gioca in casa con l'Arges Pitesti.
I biancorossi devono vincere con sette gol di scarto e sperare nella contemporanea sconfitta dell'Universitatea e l'impresa riesce per metà: la Dinamo vince effettivamente 7-0 ma la U coglie il pareggio per 0-0 e si laurea campione alla sua decima partecipazione alla "serie A" rumena. 
Giocarono quella partita Oprea, Negrilă, Bădin, Boc, Berneanu, Strîmbeanu, Deselnicu, Ivan, Niţă (Bălan dal 56'), Oblemenco (Balaci dall'85'), Taralunga. Completavano la rosa della prima squadra: Manta, Kiss, Pana, Stanescu, Niculescu, Velea, Marcu, Chivu, allenatori Costantin Cernaianu e Costantin Otet. 
In Coppa dei Campioni 1974/75 il cammino del Craiova si ferma al primo turno davanti agli svedesi dell'Atvidabergs. 
Nella Coppa dei Campioni 1981-1982 fu eliminata ai quarti di finale dal Bayern Monaco. Nella Coppa UEFA 1982-1983, guidata da Constantin Oţet e Nicolae Ivan, eliminò la Fiorentina, Bordeaux e il Kaiserslautern, raggiungendo la prima semifinale della storia in una coppa europea per una squadra rumena. Fu estromessa dal Benfica per la regola dei gol fuori casa (0-0 a Lisbona e 1-1 a Craiova). Facevano parte di quella squadra Ilie Balaci, Rodion Cămătaru, Costică Ștefănescu, Zoltan Crişan, Ion Geolgău, Aurică Beldeanu, Costică Donose, Silviu Lung.
Nel 1982-1983 vinse anche la Coppa di Romania, ma non poté partecipare alla Coppa delle Coppe 1983-1984 perché la finale della coppa nazionale fu programmata dalla federcalcio rumena dopo la data di chiusura delle iscrizioni alla coppa europea.
Nel 1990-1991 l'Universitatea Craiova vinse campionato e coppa rumena sotto la guida di Sorin Cârţu. Fu quello l'ultimo acuto della squadra, che negli anni successivi vivacchiò in posizioni di media classifica, sino alla retrocessione in Liga II, la prima nella sua storia, del 2004-2005. Tornò immediatamente in prima divisione.
Il 20 luglio 2011 fu esclusa temporaneamente dal campionato dalla federcalcio rumena perché il suo proprietario si era rifiutato di ritirare una denuncia presentata agli organi giudiziari, in contrapposizione con le regole federali, contro l'ex allenatore Victor Pițurcă, oltre che per problemi fiscali e di insolvenza verso i calciatori. L'esclusione, che comportò anche quella dalle coppe europee, divenne effettiva con una sentenza del 14 maggio 2012.
Il 22 giugno 2012 la Corte di Appello dichiarò illegittima l'esclusione del club. Il club fu invitato ad iscriversi alla seconda divisione per la stagione 2012-2013, ma il suo proprietario si rifiutò.
Il 2 marzo 2013 il club annunciò di aver presentato richiesta di iscrizione a tutte le competizioni a partire dal 2013-2014. Il 27 agosto 2013 il club iniziò a giocare in Coppa di Romania.
Nell'aprile 2014 l'Alta Corte di cassazione e Giustizia confermò che la federcalcio rumena aveva "agito in accordo con le regole e gli statuti in vigore quando decise per l'esclusione del club". A settembre il club fu dichiarato fallito.
Il 9 giugno 2016 ha stabilito irrevocabilmente che il CS Universitatea Craiova, club fondato nel 1948, è il legittimo proprietario del logo e il depositario del palmarès e della tradizione sportiva dell'Universitatea Craiova.
Il CSU si era iscritta all'edizione 2013-2014 della Liga II, seconda divisione del calcio rumeno, e fu promosso in Liga I insieme all'ASA Târgu Mureș.
Nella stagione successiva l'Universitatea Craiova assume l'allenatore Ionel Gane, che non ottiene buoni risultati. Dopo sei partite infatti l'Universitatea Craiova occupa l'ultimo posto e Gane viene esonerato. In panchina siederanno quindi Sorin Cârţu ed Emil Săndoi, entrambi allenatori con molta esperienza. Con Săndoi e Cârţu in panchina l'Universitatea Craiova ottiene una serie di 18 partite consecutive senza sconfitte. L'Universitatea Craiova termina il campionato al quinto posto, tuttavia non ha il diritto di giocare in Europa League perché la squadra è stata fondata nel 2013 e deve essere stata fondata da almeno tre anni per poter giocare in Champions League o in Europa League. Insieme alle qualificate Steaua Bucarest, ASA Târgu Mureș, Astra Giurgiu, nelle coppe europee l'Universitatea sarà sostituita dall'Botoșani, classificatosi ottavo in campionato.
Nella stagione 2015-2016 l'Universitatea Craiova inizia male il campionato e dopo quattro incontri occupa il penultimo posto, con 2 pareggi e 2 sconfitte, ma riuscirà a ribaltare la situazione, concludendo il campionato all'ottavo posto. Nella stagione successiva giunge al quinto posto, qualificandosi per il 3º turno preliminare di Europa League, dove sarà eliminata dal Milan.
Nella stagione 2017-2018 la squadra, trasferitasi nel moderno stadio Ion Oblemenco, conclude il campionato al terzo posto e si aggiudica la coppa nazionale battendo in finale l'Hermannstadt per 2-0 con in panchina Devis Mangia. 
La stagione seguente inizia con la sconfitta nella gara di Supercoppa di Romania contro il CFR Cluj e termina con il quarto posto in campionato sotto la guida di Corneliu Papură, subentrato a Mangia.
Nella stagione 2019-2020, per via della pandemia di COVID-19, alla fine del campionato la federcalcio rumena decide di far disputare una "finale" per il titolo tra il Craiova, nel frattempo passato nelle mani del tecnico Cristiano Bergodi, e il CFR Cluj, dato che il Craiova aveva giocato una partita in meno (a causa della pandemia) e stante l'impossibilità di concludere la stagione in tempi utili per le comunicazioni alla UEFA delle squadre qualificate alle coppe europee. L'incontro finisce con la vittoria per 3-1 del Cluj; l'Universitatea chiude dunque seconda, centrando il migliore piazzamento in campionato dei precedenti venticinque anni, fermandosi a sei vittorie consecutive nel finale di torneo.
La stagione 2020-2021 comincia con la clamorosa eliminazione al primo turno qualificazione dell'Europa League contro il Lok’omot’ivi Tbilisi, ma nelle prime sette giornate del campionato 2020-2021 il Craiova inanella sette vittorie di fila. Bergodi si dimette dall'incarico per ragioni personali dopo dieci giornate, con un bilancio in campionato di 8 vittorie e 2 sconfitte in dieci partite. Tornerà Corneliu Papura, con cui avverrà la clamorosa serie di 7 partite senza successo (6 pareggi consecutivi). A Papura subentrerà il suo secondo Dragos Bon per due partite quando poi verrà Marinos Ouzounidīs. A fine stagione arriverà 3° in campionato e vincerà la Cupa României 2020-2021, accedendo così al secondo turno della Conference League.
La stagione 2021-2022 inizierà con la vittoria della Supercupa României 2021, ma successivamente avverrà un'altra clamorosa eliminazione al 2º turno preliminare della UEFA Europa Conference League 2021-2022 contro il KF Laçi, con allenatore Laurențiu Reghecampf nel match di ritorno pareggiato, appena arrivato a seguito dell'esonero di Ouzounidis dopo il match d'andata perso. La stagione si conclude con il 3º posto in campionato e la separazione con Reghecampf, sostituito da László Balint.
La stagione 2022-2023 inizia con 7 partite deludenti e Balint viene sostituito da Mirel Rădoi. A dicembre, dopo 5 partite senza vittoria e a causa di divergenze interne, Rădoi si dimette. A gennaio viene scelto, come nuovo allenatore, Eugen Neagoe, chiudendo la stagione al 4º posto, non riuscendo ad accedere alle coppe europee.
Nella stagione 2023-2024 si registra prima il ritorno di Laurențiu Reghecampf, poi l'arrivo di Ivaylo Petev e infine di Constantin Gâlcă.

## Organico

### Rosa 2025-2026
Rosa e numerazione aggiornate al 3 agosto 2025" 
| N. |                               | Ruolo | Calciatore               |
| -- | ----------------------------- | ----- | ------------------------ |
| 1  | Romania (bandiera)            | P     | Silviu Lung Jr.          |
| 2  | Romania (bandiera)            | D     | Florin Ștefan            |
| 3  | Ucraina (bandiera)            | D     | Oleksandr Romanchuk      |
| 4  | Romania (bandiera)            | C     | Alexandru Crețu          |
| 5  | Georgia (bandiera)            | C     | Anzor Mekvabishvili      |
| 6  | Romania (bandiera)            | C     | Vladimir Screciu         |
| 7  | Cuba (bandiera)               | A     | Luis Paradela            |
| 8  | Romania (bandiera)            | C     | Tudor Băluță             |
| 9  | Palestina (bandiera)          | A     | Assad Al Hamlawi         |
| 10 | Romania (bandiera)            | A     | Ștefan Baiaram           |
| 11 | Romania (bandiera)            | D     | Nicușor Bancu (capitano) |
| 12 | Guinea Equatoriale (bandiera) | D     | Basilio Ndong            |
| 14 | Francia (bandiera)            | C     | Lyes Houri               |
| 15 | Croazia (bandiera)            | D     | Juraj Badelj             |
| 16 | Romania (bandiera)            | A     | Jovan Marković           |
| 17 | Costa Rica (bandiera)         | C     | Carlos Mora              |
| 18 | Romania (bandiera)            | A     | Mihnea Rădulescu         |

| N. |                       | Ruolo | Calciatore         |
| -- | --------------------- | ----- | ------------------ |
| 19 | Romania (bandiera)    | D     | Vasile Mogoș       |
| 20 | Romania (bandiera)    | C     | Alexandru Cicâldău |
| 21 | Romania (bandiera)    | P     | Laurențiu Popescu  |
| 23 | Portogallo (bandiera) | C     | Samuel Teles       |
| 24 | Serbia (bandiera)     | D     | Nikola Stevanović  |
| 25 | Romania (bandiera)    | D     | Darius Fălcușan    |
| 27 | Romania (bandiera)    | C     | David Barbu        |
| 29 | Romania (bandiera)    | C     | Luca Băsceanu      |
| 30 | Romania (bandiera)    | A     | David Matei        |
| 31 | Romania (bandiera)    | P     | Matei Goga         |
| 33 | Romania (bandiera)    | P     | Alexandru Glodean  |
| 36 | Romania (bandiera)    | D     | Florin Gașpar      |
| 39 | Francia (bandiera)    | A     | Steven Nsimba      |
| 77 | Ucraina (bandiera)    | P     | Pavlo Isenko       |

### Rosa 2024-2025
Rosa e numerazione aggiornate al 12 febbraio 2025.
| N. |                               | Ruolo | Calciatore               |
| -- | ----------------------------- | ----- | ------------------------ |
| 3  | Honduras (bandiera)           | D     | Denil Maldonado          |
| 4  | Romania (bandiera)            | D     | Vasile Mogoș             |
| 5  | Georgia (bandiera)            | C     | Anzor Mekvabishvili      |
| 6  | Romania (bandiera)            | C     | Vladimir Screciu         |
| 7  | Cuba (bandiera)               | A     | Luis Paradela            |
| 8  | Giappone (bandiera)           | C     | Takuto Oshima            |
| 9  | Brasile (bandiera)            | A     | Alisson Safira           |
| 10 | Romania (bandiera)            | A     | Ștefan Baiaram           |
| 11 | Romania (bandiera)            | D     | Nicușor Bancu (capitano) |
| 12 | Guinea Equatoriale (bandiera) | D     | Basilio Ndong            |
| 14 | Francia (bandiera)            | C     | Lyes Houri               |
| 15 | Croazia (bandiera)            | D     | Juraj Badelj             |
| 17 | Costa Rica (bandiera)         | A     | Carlos Mora              |
| 20 | Romania (bandiera)            | C     | Alexandru Cicâldău       |

| N. |                                 | Ruolo | Calciatore         |
| -- | ------------------------------- | ----- | ------------------ |
| 21 | Romania (bandiera)              | P     | Laurențiu Popescu  |
| 22 | Spagna (bandiera)               | D     | Iago López         |
| 23 | Romania (bandiera)              | C     | Mihai Căpățînă     |
| 24 | Bosnia ed Erzegovina (bandiera) | A     | Jovo Lukic         |
| 26 | Macedonia del Nord (bandiera)   | D     | Gjoko Zajkov       |
| 27 | Romania (bandiera)              | C     | David Barbu        |
| 28 | Romania (bandiera)              | A     | Alexandru Mitriță  |
| 31 | Romania (bandiera)              | A     | Ştefan Bană        |
| 32 | Romania (bandiera)              | P     | Relu Stoian        |
| 33 | Romania (bandiera)              | P     | Silviu Lung Jr.    |
| 38 | Romania (bandiera)              | P     | Matei Goga         |
| 39 | Romania (bandiera)              | C     | Robert Lapadatescu |
| 41 | Romania (bandiera)              | D     | Marcus Păcurar     |

### Rosa 2023-2024
Rosa e numerazione aggiornate al 15 febbraio 2024.
| N. |                                 | Ruolo | Calciatore               |
| -- | ------------------------------- | ----- | ------------------------ |
| 1  | Romania (bandiera)              | P     | David Lazar              |
| 2  | Romania (bandiera)              | D     | Ștefan Vlădoiu           |
| 3  | Honduras (bandiera)             | D     | Denil Maldonado          |
| 4  | Romania (bandiera)              | C     | Alexandru Crețu          |
| 5  | Georgia (bandiera)              | C     | Anzor Mekvabishvili      |
| 6  | Romania (bandiera)              | C     | Vladimir Screciu         |
| 7  | Bosnia ed Erzegovina (bandiera) | C     | Zvonimir Kožulj          |
| 8  | Romania (bandiera)              | C     | Alexandru Mateiu         |
| 9  | Romania (bandiera)              | A     | Andrei Ivan              |
| 10 | Romania (bandiera)              | A     | Ștefan Baiaram           |
| 11 | Romania (bandiera)              | D     | Nicușor Bancu (capitano) |
| 12 | Guinea Equatoriale (bandiera)   | D     | Basilio Ndong            |
| 14 | Francia (bandiera)              | C     | Lyes Houri               |
| 15 | Croazia (bandiera)              | D     | Juraj Badelj             |
| 18 | Finlandia (bandiera)            | D     | Pyry Soiri               |

| N. |                                 | Ruolo | Calciatore         |
| -- | ------------------------------- | ----- | ------------------ |
| 19 | Bosnia ed Erzegovina (bandiera) | A     | Elvir Koljić       |
| 20 | Romania (bandiera)              | A     | Jovan Marković     |
| 21 | Romania (bandiera)              | P     | Laurențiu Popescu  |
| 22 | Romania (bandiera)              | C     | George Cîmpanu     |
| 23 | Romania (bandiera)              | C     | Mihai Căpățînă     |
| 24 | Spagna (bandiera)               | A     | Jalen Blesa        |
| 25 | Croazia (bandiera)              | D     | Karlo Tomašec      |
| 26 | Macedonia del Nord (bandiera)   | D     | Gjoko Zajkov       |
| 28 | Romania (bandiera)              | A     | Alexandru Mitriță  |
| 31 | Romania (bandiera)              | C     | Stefan Bana        |
| 33 | Romania (bandiera)              | C     | Robert Lapadatescu |
| 34 | Brasile (bandiera)              | D     | Raúl Silva         |
| 36 | Romania (bandiera)              | D     | Florin Gaspar      |
| 37 | Romania (bandiera)              | A     | Marian Danciu      |
| 38 | Romania (bandiera)              | P     | Matei Goga         |

### Rosa 2022-2023
Rosa e numerazione aggiornate al 1º maggio 2023.
| N. |                               | Ruolo | Calciatore               |
| -- | ----------------------------- | ----- | ------------------------ |
| 1  | Romania (bandiera)            | P     | David Lazar              |
| 2  | Romania (bandiera)            | D     | Ștefan Vlădoiu           |
| 3  | Romania (bandiera)            | D     | Bogdan Mitrea            |
| 4  | Romania (bandiera)            | C     | Alexandru Crețu          |
| 5  | Romania (bandiera)            | D     | Bogdan Vătăjelu          |
| 6  | Romania (bandiera)            | C     | Vladimir Screciu         |
| 7  | Romania (bandiera)            | C     | George Cîmpanu           |
| 8  | Romania (bandiera)            | C     | Alexandru Mateiu         |
| 9  | Romania (bandiera)            | A     | Andrei Ivan              |
| 10 | Romania (bandiera)            | A     | Ștefan Baiaram           |
| 11 | Romania (bandiera)            | D     | Nicușor Bancu (capitano) |
| 12 | Guinea Equatoriale (bandiera) | D     | Basilio Ndong            |
| 14 | Croazia (bandiera)            | D     | Karlo Tomasec            |
| 15 | Croazia (bandiera)            | D     | Juraj Badelj             |

| N. |                                 | Ruolo | Calciatore          |
| -- | ------------------------------- | ----- | ------------------- |
| 19 | Bosnia ed Erzegovina (bandiera) | A     | Elvir Koljić        |
| 20 | Romania (bandiera)              | A     | Jovan Marković      |
| 21 | Romania (bandiera)              | P     | Laurențiu Popescu   |
| 23 | Romania (bandiera)              | C     | Mihai Căpățînă      |
| 24 | Croazia (bandiera)              | C     | Ante Roguljić       |
| 25 | Romania (bandiera)              | D     | Valerică Găman      |
| 26 | Macedonia del Nord (bandiera)   | D     | Gjoko Zajkov        |
| 30 | Romania (bandiera)              | C     | Ionuț Vînă          |
| 31 | Romania (bandiera)              | C     | Alexandru Ișfan     |
| 32 | Romania (bandiera)              | D     | Denis Benga         |
| 33 | Romania (bandiera)              | C     | Sergiu Hanca        |
| 34 | Brasile (bandiera)              | D     | Raúl Silva          |
| 35 | Romania (bandiera)              | C     | David Sala          |
| 36 | Romania (bandiera)              | A     | Alexandru Melniciuc |

### Rosa 2021-2022
| N. |                    | Ruolo | Calciatore               |
| -- | ------------------ | ----- | ------------------------ |
| 1  | Romania (bandiera) | P     | David Lazar              |
| 2  | Romania (bandiera) | D     | Paul Papp                |
| 5  | Romania (bandiera) | D     | Bogdan Vătăjelu          |
| 6  | Romania (bandiera) | C     | Vladimir Screciu         |
| 7  | Romania (bandiera) | C     | George Cîmpanu           |
| 8  | Romania (bandiera) | C     | Alexandru Mateiu         |
| 9  | Romania (bandiera) | A     | Andrei Ivan              |
| 10 | Romania (bandiera) | C     | Ionuț Vînă               |
| 11 | Romania (bandiera) | D     | Nicușor Bancu (capitano) |
| 13 | Italia (bandiera)  | P     | Mirko Pigliacelli        |
| 14 | Romania (bandiera) | C     | Alexandru Crețu          |
| 15 | Francia (bandiera) | C     | Lyes Houri               |
| 16 | Romania (bandiera) | C     | Dan Nistor               |
| 17 | Romania (bandiera) | A     | Ștefan Baiaram           |
| 18 | Romania (bandiera) | D     | Ștefan Vlădoiu           |

| N. |                                 | Ruolo | Calciatore        |
| -- | ------------------------------- | ----- | ----------------- |
| 19 | Bosnia ed Erzegovina (bandiera) | A     | Elvir Koljić      |
| 20 | Romania (bandiera)              | A     | Jovan Marković    |
| 22 | Brasile (bandiera)              | C     | Gustavo           |
| 23 | Romania (bandiera)              | D     | Marius Constantin |
| 24 | Croazia (bandiera)              | C     | Ante Roguljic     |
| 25 | Romania (bandiera)              | D     | Valerică Găman    |
| 27 | Romania (bandiera)              | C     | Ovidiu Bic        |
| 29 | Francia (bandiera)              | D     | Antoine Conte     |
| 31 | Moldavia (bandiera)             | P     | Denis Rusu        |
| 32 | Romania (bandiera)              | D     | Denis Benga       |
| 33 | Romania (bandiera)              | C     | Mihai Căpățînă    |
| 35 | Romania (bandiera)              | C     | David Sala        |
| 36 | Romania (bandiera)              | C     | Alberto Călin     |
| 39 | Romania (bandiera)              | D     | Ionuţ Mitran      |
| 88 | Romania (bandiera)              | A     | Atanas Trică      |

## Palmarès

### Competizioni nazionali
- Campionato rumeno: 4

1973-1974, 1979-1980, 1980-1981, 1990-1991
- Coppa di Romania: 8

1976-1977, 1977-1978, 1980-1981, 1982-1983, 1990-1991, 1992-93, 2017-2018, 2020-2021
- Supercoppa di Romania: 1

2021
- Liga II: 2

1963-1964, 2013-2014
- Liga III: 1

1957-1958

### Altri piazzamenti
- Campionato rumeno:

Secondo posto: 1972-1973, 1981-1982, 1982-1983, 1993-1994, 1994-1995, 2019-2020
Terzo posto: 2017-2018, 2020-2021, 2021-2022, 2023-2024, 2024-2025
- Coppa di Romania:

Finalista: 1974-1975, 1984-1985, 1993-1994, 1997-1998, 1999-2000
Semifinalista: 1975-1976, 1979-1980, 1989-1990, 1991-1992, 2016-2017, 2018-2019, 2021-2022
- Supercoppa di Romania:

Finalista: 2018
- Liga II: 2

Secondo posto: 1960–1961
- Coppa dei Campioni: Quarti di finale

1981-1982
- Coppa UEFA:

Semifinalista: 1982-1983

## Statistiche

### Partecipazioni alle coppe europee
- Coppa dei Campioni/UEFA Champions League: 4
- Coppa UEFA/UEFA Europa League: 13
- Coppa delle Coppe: 4
- Coppa Intertoto UEFA: 2
- UEFA Europa Conference League: 3

## Allenatori
- Erik Lincar (2013)
- Ovidiu Stîngă (2013-2014)
- Gavril Balint (2014)
- Ionel Gane (2014)
- Emil Săndoi (2014-2016)
- Victor Naicu (2016)
- Gheorghe Mulțescu (2016-2017)
- Devis Mangia (2017-2019)
- Corneliu Papură (2019)
- Victor Pițurcă (2019-2020)
- Corneliu Papură (2020)
- Cristiano Bergodi (2020)
- Corneliu Papură (2020-2021)
- Marinos Ouzounidīs  (2021)
- Laurențiu Reghecampf (2021-2022)
- László Balint (2022)
- Mirel Rădoi (2022)
- Eugen Neagoe (2023)
- Laurențiu Reghecampf (2023)
- Corneliu Papură (2023)
- Ivaylo Petev (2023-2024)
- Constantin Gâlcă (2024-2025)
- Mirel Rădoi (2025-)